# Хаммель (город)
Хаммель (дат. Hammel) — город в центральной Дании, в муниципалитете Фаврсков в Центральной Ютландии, с населением 7215 человек (на 1 января 2024 года). До 1 января 2007 года здесь также находился муниципальный совет бывшего муниципалитета Хаммель.

## География
Хаммель расположен в регионе Центральная Ютландия, в 26 км к северо-западу от Орхуса, в 44 км к юго-востоку от Виборга, в 16 км к юго-западу от Хадстена и в 15 км к западу от Хиннерупа. Это бывший железнодорожный город на железной дороге Орхус — Хаммель — Торсё, которая была закрыта в 1956 году.

## История
История Хаммеля характеризуется соседством с округом Фрийсенборг, расположенным в 2 км к востоку от города. Впервые Хаммель стал значимым поселением в XIII веке. В сохранившихся документах город значится как «Хамель» в 1479 году и «Хаммелль» в 1596 году. Считается, что этимология названия города происходит от стародатского слова «hamal», означающего «холм».
До 1860-х годов Хаммель не был значительно крупнее других поселений в этом районе. В первой половине XIX века в деревне насчитывалось около 11 ферм и 40 домов, принадлежавших графу Фрийсенборгу. Её расширение стало результатом нескольких инициатив графа, который стремился превратить деревню в рыночный город. Благодаря его влиянию в 1837 году в городе было основано здание местного суда судебного округа Фрийсенборг-Фаврсков. В 1842 году здесь появилась аптека, в 1851 году — трактир, в 1864 году — почтовое отделение, в 1866 году — сберегательная касса, в 1882 году — техническое училище, в 1883 году — частная средняя школа, в 1886 году — здание собрания, позже — гостиница, в 1892 году — телефонный центр, в 1893—1894 годах — окружная больница, в 1900 году — молочный завод, а в 1905 году — банк.
В 1879 году город описывается так: «Город Хаммель с церковью, викариатством, школой, всё, что нужно для юридической фирмы „Фрайзенборг-Фаурсков Биркс“, „Биркедоммерболиг“, „Аптека“, „Йестгиверстед“».
Примерно в начале века город описывается так: 

Хаммель — 1/2 1901: 194 дома и 1498 жителей — с церковью, викариатством, зданием суда и тюрьмой для Фрийсенборг-Фаурсков Бирк (Здание, принадлежащее округам Орхус, Скандерборг и Виборг, которые являются землевладельцами по отношению к Хртк, использовалось в качестве такового с 1837 года; тюремное крыло, рассчитанное на 7-8 заключенных, было построено в 1848 году), Биркедоммерболиг, 2 муниципальные школы (Школьная и Форск.), техническая школа (первоначально 1882), окружная больница (построена в 1893-94 годах по чертежам архитектора C. Kiilsgaard, за 26 000 датских крон, на 16 коек; принадлежит муниципалитетам Скандерборга и Виборга, соответственно 3/5 и 2/5; владелец Гревска. Фрийсенборг внес большой вклад в строительство), аптека, резиденция участкового врача, «Стифтельс комтессе Агнес» (создан на основании Фонда от 10 января 1898 г. для поддержки достойных нуждающихся на Гревске. достойных нуждающихся в Гревске. Фрийсенборг; в состав фонда входят Гьернгаард, несколько лесов в Даллеруп С. и капитал в 100 000 датских крон), здание собрания (ныне гостиница, построена в 1886 г.), миссионерский зал (оборудован в 1900 г. в старой школе для мальчиков), 2 ложи добрых тамплиеров, сельскохозяйственная ассоциация, сберегательный банк для Фрийсенборга-Фаврсков Бирк (основан в 1866 г., число счетов 2622), машинная фабрика, швейная фабрика, фабрика минеральных вод, паровая ткацкая фабрика, красильный завод, кожевенный завод, пивоваренный завод, солодовня, мельница, кирпичный завод, бакалейная лавка, 2 трактира, рынок (рынок в январе, мае, августе, октябре и декабре), железнодорожная станция (конечный пункт железной дороги Орхус-Хаммель), телеграфная и телефонная станция и почтовое отделение.
Оригинальный текст (датск.)Hammel — 1/2 1901: 194 Huse og 1498 Indb. — med Kirke, Præstegd., Ting- og Arresthus for Frijsenborg-Favrskov Birk (Bygningen, der ejes af Aarhus, Skanderborg og Viborg Amtsraadskredse, som ere Lodtagere i Forh. til Hrtk., er benyttet som saadan fra 1837; Arrestfløjen, med Plads til 7-8 Arrestanter, er opf. ved 1848), Birkedommerbolig, 2 Kommuneskoler (Skole og Forsk.), teknisk Skole (opr. 1882), Amtssygehus (opf. 1893-94 efter Tegn. af Arkitekt C. Kiilsgaard, for 26,000 Kr., med 16 Senge; det ejes af Skanderborg og Viborg Amtskommuner med henh. 3/5 og 2/5; Besidderen af Grevsk. Frijsenborg har givet et større Bidrag til Opførelsen), Apotek, Distriktslægebolig, „Komtesse Agnes’ Stiftelse“ (opr. ved Fund. af 10/1 1898, til Underst. af værdige trængende paa Grevsk. Frijsenborg; til Stiftelsen høre Gjerngaard, nogle Skove i Dallerup S. og en Kapital paa 100,000 Kr.), Forsamlingsbygning (nu Hotel, opf. 1886), Missionssal (indrettet 1900 i den ældre Drengeskole), 2 Good-Templarloger, Landboforening, Sparekasse for Frijsenborg-Favrskov Birk (opr. 1866; ..., Antal af Konti 2622), Maskinfabrik, Klædefabr., Mineralvandsfabr., Dampvæveri, Farveri, Garveri, Ølbryggeri, Maltgøreri, Mølle, Teglværk, Købmandshdlr., 2 Gæstgiverier, Markedsplads (Marked i Jan., Maj, Aug., Okt. og Dec.), Jærnbanest. (Endepunkt for Aarhus-Hammel Banen), Telegraf- og Telefonst. samt Postkontor.
— 
На протяжении большей части своей истории Хаммель был приходом в юрисдикции Гьерн Херред. После датской муниципальной реформы 1970 года город стал местом расположения муниципалитета Хаммель. Муниципалитет был расформирован в ходе муниципальной реформы 2007 года, и сегодня Хаммель входит в состав муниципалитета Фаврсков.
Хаммельвогнен, первый датский автомобиль, не имеет отношения к городу Хаммель. Он был изготовлен в 1888 году копенгагенским производителем машин, Альбертом Фредериком Хаммелем.

### Железнодорожная станция
К 1902 году население города составляло более 1200 человек. В том же году по проекту архитектора Генриха Венка была открыта станция Хаммель, ставшая конечной станцией частной железной дороги Хаммель — Орхус.
Компания Hammel og Omegns Svineslagteri, основанная в 1906 году, с самого начала получила подъездной путь к железной дороге и стала её крупнейшим клиентом. На большинстве станций были построены загоны для живых свиней, которых перевозили на бойню. Большая часть мяса экспортировалась в Англию и доставлялась поездом в Эсбьерг через Орхус. Это был объездной путь, поэтому скотобойня была очень заинтересована в соединении с Диагональной железной дорогой, первая очередь которой, Лаурбьерг — Силькеборг, открылась в 1908 году.
В 1914 году было открыто продолжение линии Хаммель до Торсё, и линия была переименована в железную дорогу Орхус — Хаммель — Торсё. Пассажирские перевозки на 7,5-километровой линии Хаммель — Торсё никогда не были успешными, и уже в середине 1920-х годов железнодорожная компания безуспешно просила разрешения на её закрытие.
Тем не менее, железнодорожное сообщение в Хаммеле превратило его в железнодорожный город, и его население увеличилось. Хаммель быстро рос уже в конце 1800-х годов и продолжал расти после строительства железной дороги: в 1901 году в городе проживало 1235 жителей, в 1906 году — 1272 жителя, в 1911 году — 1347 жителей, в 1916 году — 1513 жителей, в 1921 году — 1554 жителя, в 1925 году — 1649 жителей, в 1930 году — 1792 жителя, в 1935 году — 2179 жителей, в 1940 году — 2073 жителя, в 1945 году — 2029 жителей, в 1950 году — 2193 жителя, в 1955 году — 2282 жителя, в 1960 году — 2462 жителя, в 1965 году — 2764 жителя.
Вся железнодорожная линия была закрыта в 1956 году. Здание вокзала сохранилось на Торвегаде 9, а от виадука под Фуглебаккевеем остатки железнодорожной насыпи сохранились как пешеходный маршрут через Хаммель Мёллесков до насыпи над Гранслев О длиной 900 м и высотой до 12 метров.

## Муниципальные реформы
Хаммель был приходским муниципалитетом в Гьерн Херреде в округе Сканнерборг (округ) до реформы местного самоуправления в 1970 году, когда Хаммель был объединён с 8 другими приходами в муниципалитет Хаммель. В результате реформы местного самоуправления 2007 года он был объединен с Хадстеном и Хиннерупом в муниципалитет Фаврсков.
До 2007 года избирательный округ Хаммель включал в себя 6 муниципалитетов округа Орхус. Большая часть бывшего округа Хаммель, включая сам Хаммель, теперь является частью избирательного округа Фаврсков.

## Объекты и достопримечательности
Церковь в Хаммеле была построена в романском стиле около 1100 года. Её неф и часть хора относятся к XII веку, а башня была пристроена в XVII и изменена в XIX веке. В 1558 году король приказал снести близлежащую церковь Йернит и передать её имущество в Хаммель, расширив тем самым размер прихода Хаммеля. Сегодня церковь считается дорожной.
В Hammel Idrætscenter есть 2 бассейна, 4 актовых зала и тренажёрный зал площадью 750 м². Hammel Gymnastik Forening предлагает различные виды спорта. Кроме того, к юго-востоку от города расположены велосипедный клуб Hammel Cykle Klub и гольф-клуб Hammel Golf Klub.
В Хаммеле есть кинотеатр Fotorama, который полностью управляется волонтёрами. Нынешний кинозал по адресу Voldbyvej 1 датируется 1952 годом. Первый кинотеатр Хаммеля, построенный в 1907 году, был культурным центром, а сейчас находится в частном доме на улице Миндевей.

### Торговый центр Tema
Торговый центр Tema (дат. Tema Centret), ранее известный как Varehuset TEMA или H-Centret, был открыт в 1973 году. Он быстро стал центром коммерческой жизни Хаммеля.
Универмаг включал в себя большой современный супермаркет с мясным отделом, отделами женской, мужской и детской одежды, трикотажа и нижнего белья, отдел штор, хозяйственных товаров с инструментами, бытовой техники, осветительных приборов, спортивного и охотничьего снаряжения, а также отдел фарфора.
В 2019 году в состав центра входили магазины: Hammel Boghandel, Skoringen, Sportmaster, Imerco, Loop (фитнес-центр) и Centerkiosken.

### Нейроцентр в Хаммеле
В результате муниципальной реформы 1970 года многие небольшие больницы общего профиля оказались под угрозой закрытия, в том числе и больница Хаммеля. Но она выжила, будучи преобразованной в физиотерапевтическую больницу, специализирующуюся на реабилитации. В 1998 году название было изменено на Нейроцентр Хаммеля, чтобы сосредоточиться на нейрореабилитации для людей с тяжёлыми травмами головного мозга. В 2000 году нейроцентр получил национальную функцию для западной Дании по этой специальности, как и больница Хвидовре на востоке Дании. С тех пор нейроцентр региональной больницы Хаммеля значительно расширился за счёт строительства новых зданий и реконструкции старых. Сейчас здесь насчитывается чуть более 100 коек и почти 500 сотрудников.

## СМИ
В 2020 году в Хаммеле было основано местное онлайн-СМИ ByensNyt. Ежедневно публикуя статьи в социальных сетях и еженедельно выпуская информационный бюллетень, ByensNyt тесно сотрудничает с Hammel Handel и спортивным сообществом города.

## Образование
В Хаммеле есть две начальные школы: Skovvangsskolen, в которой занимаются 730 учеников в классах 0-10 и 210 учеников на подготовительных курсах Bifrost. В школе Søndervangsskolen обучается 740 учеников в классах 0-9 и в курсах Bølgen.
Школа Frijsenborg Efterskole (до 2007 года: Frijsenborg Ungdomsskole) расположена на окраине города Хаммель. Школа была основана в 1949 году и до 1990 года находилась в городе Хаммель. В 1990 году школа переехала в новое здание на Финландсвей, где и находится по сей день. С начала 2007 учебного года школа изменила свое название с «Frijsenborg Ungdomsskole» на «Frijsenborg Efterskole». Это было сделано для того, чтобы её не путали с муниципальными средними школами.
Независимая школа Regnbueskolen находится на окраине Хаммеля, на улице Vadstedvej.

## Известные личности
- Йорген Бекмарк[дат.] (1929—2021) — дизайнер мебели, живший в Хаммеле.
- Йохан Бартольди[англ.] (1853—1904), органист, композитор, преподаватель пения, дирижёр и писатель.
- Брайан Ликке[дат.] (род. 1976) — датский актёр.
- Крис Анкер Сёренсен (1984—2021), датский профессиональный шоссейный велогонщик, родился в Хаммеле.
- Тимен Стиддем (1610—1686), врач в Уилмингтоне (штат Делавэр), прибыл в Новую Швецию в 1654 году, считается первым врачом в Делавэре, родился в Хаммеле.
- Гитте Сунесен[англ.] (род. 1971), бывшая гандболистка, член женской сборной Дании по гандболу, золотая медалистка летних Олимпийских игр 1996 года, родилась в Хаммеле.
- Поул Томсен[дат.] (1938—2022) — телеведущий, журналист и эксперт по животным, выросший в Хаммеле[26].
- Вальдермар Шмидт[дат.] (1836—1925) — датский египтолог и рыцарь Данеброга (1868), родился в Хаммеле.

## Галерея

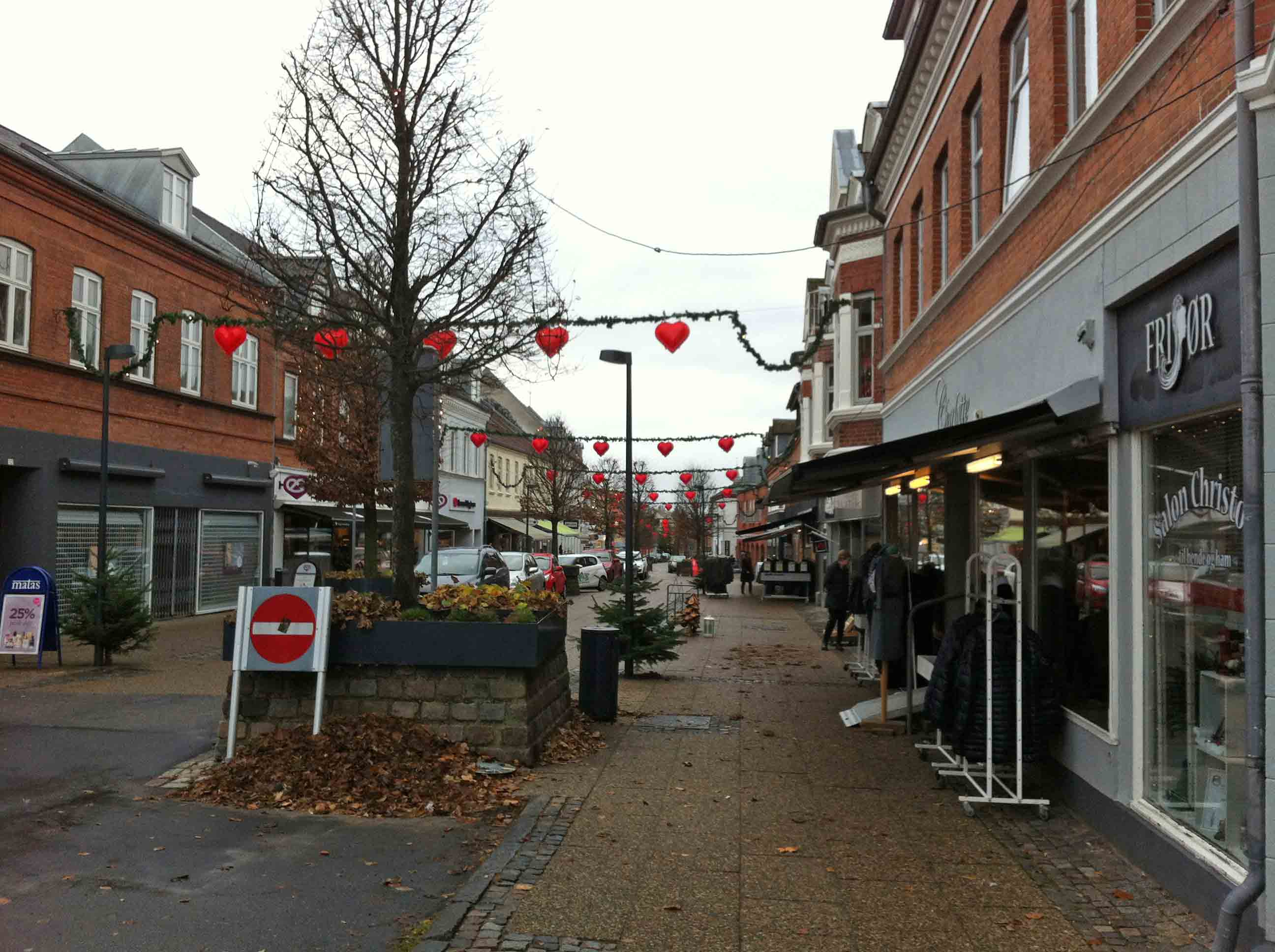
Эстергаде, 2016.
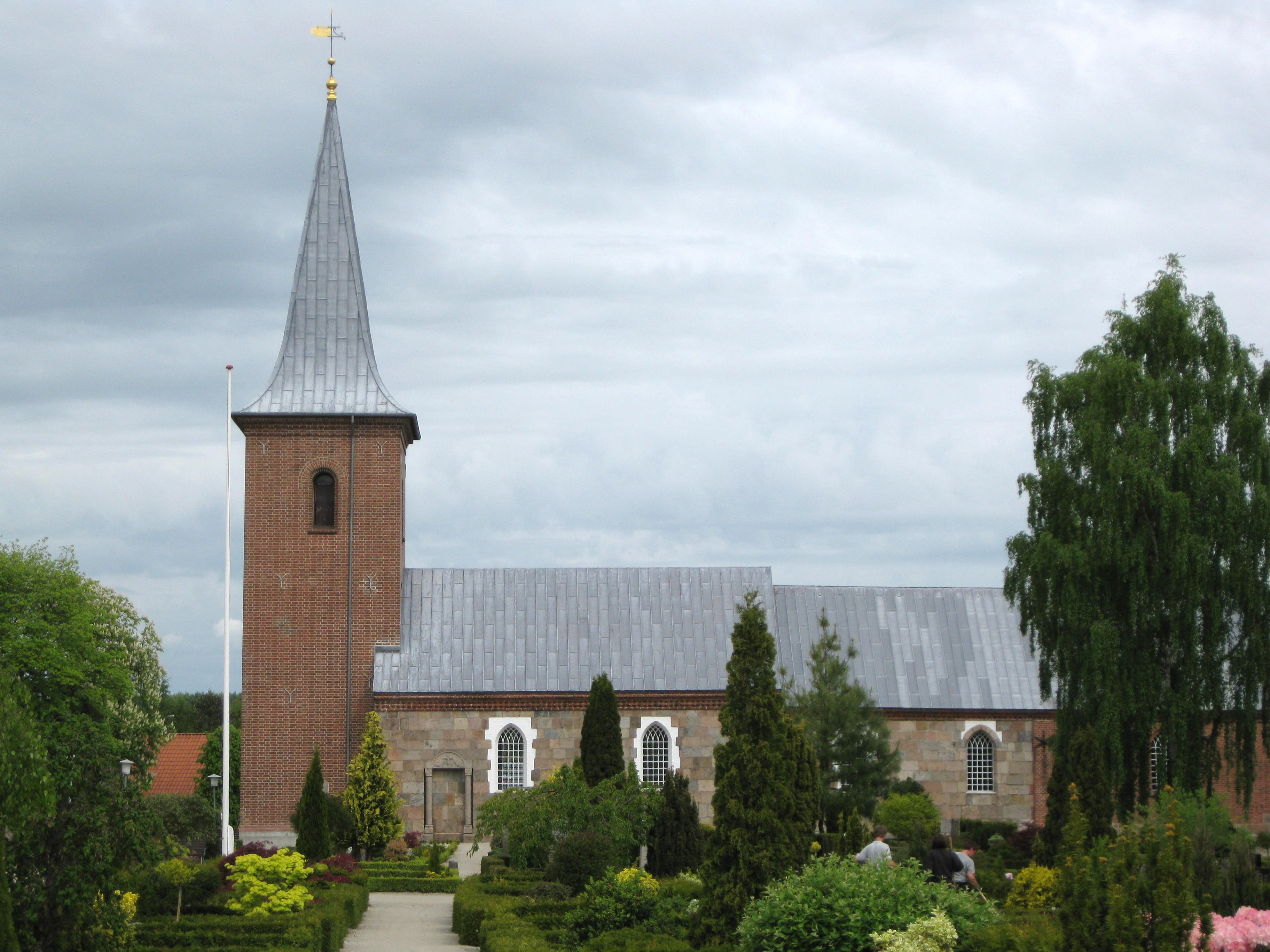
Церковь Хаммеля, 2009.
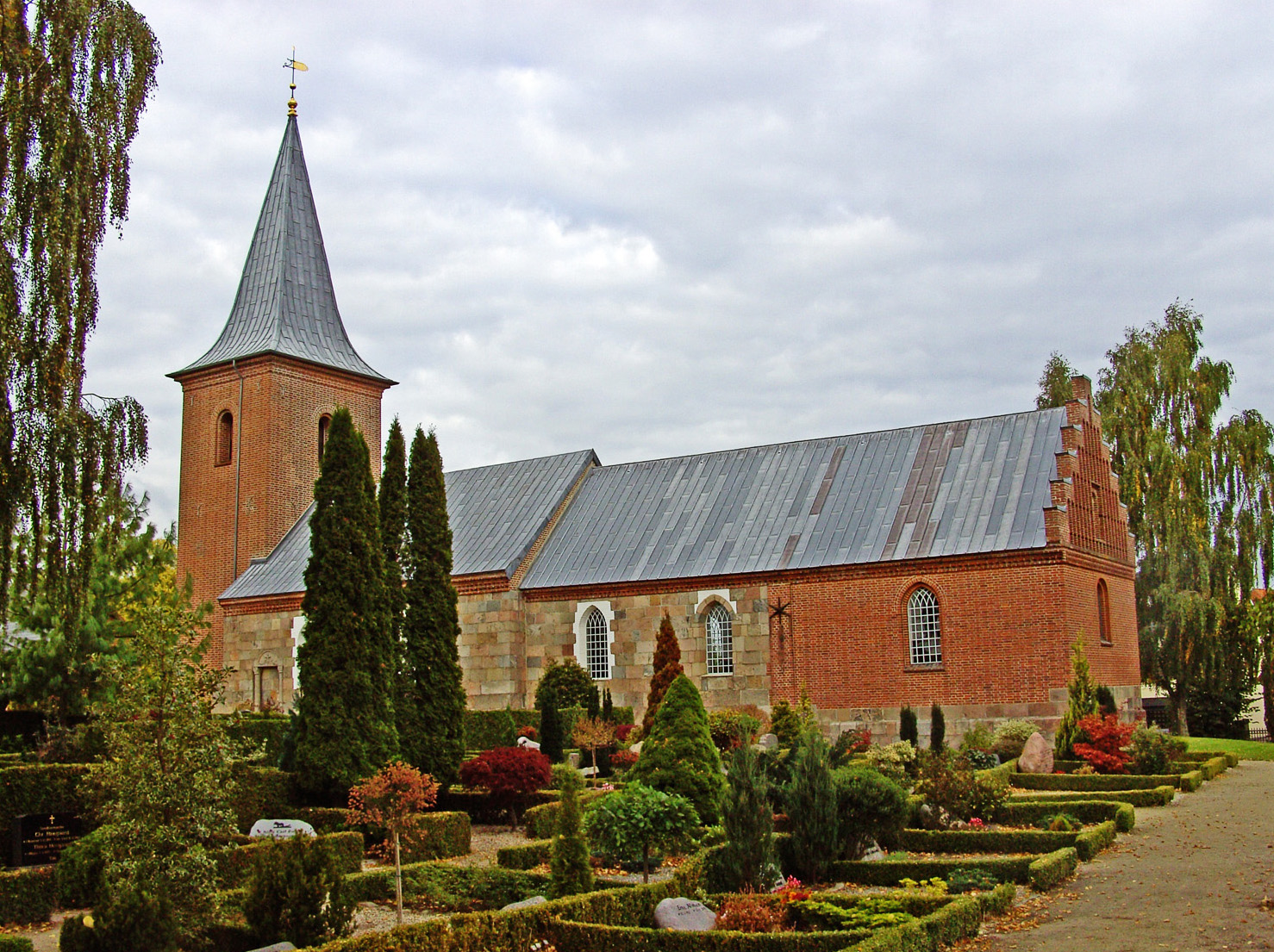
Церковь Хаммеля, 2006.
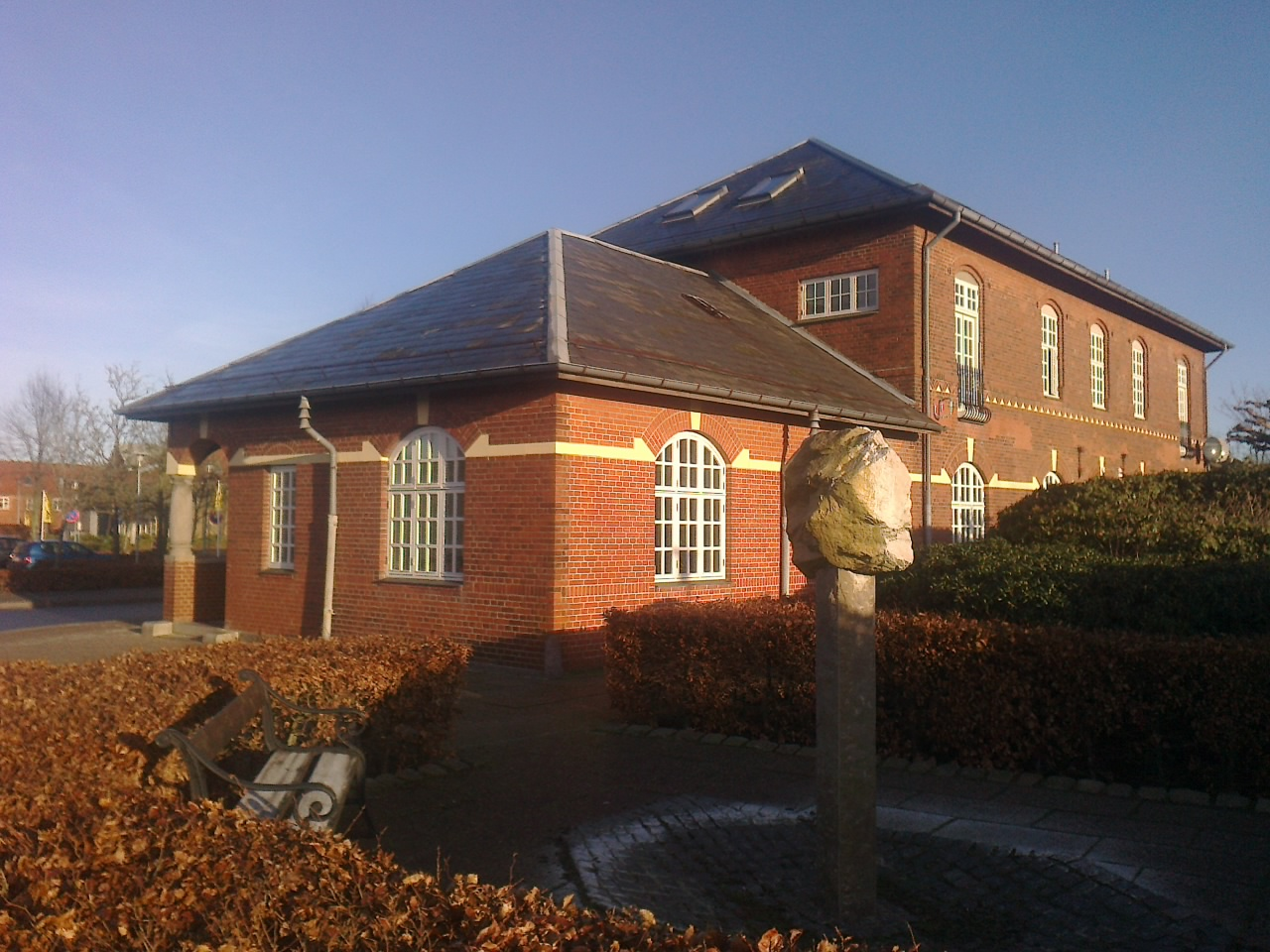
Станция Хаммель, 2012.
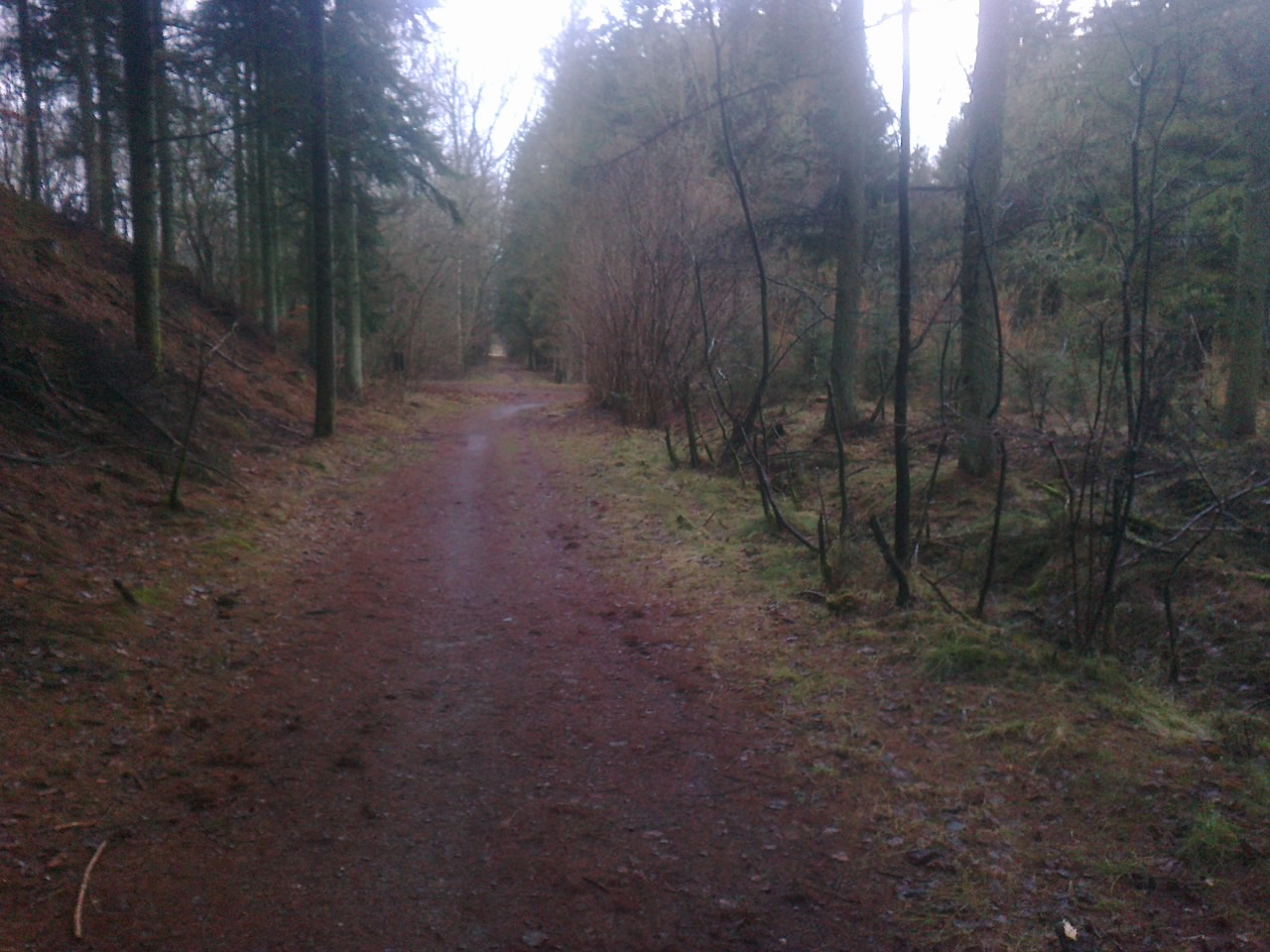
Железнодорожный маршрут Хаммель в Мёллесковене, 2012.